# Scilla verna
Scilla verna là một loài thực vật có hoa trong họ Măng tây. Loài này được Huds. miêu tả khoa học đầu tiên năm 1778.

## Hình ảnh

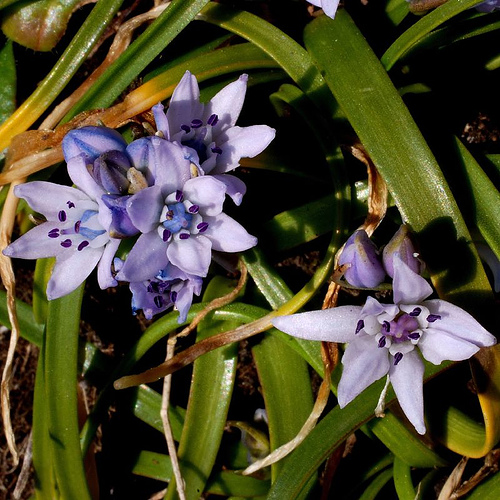
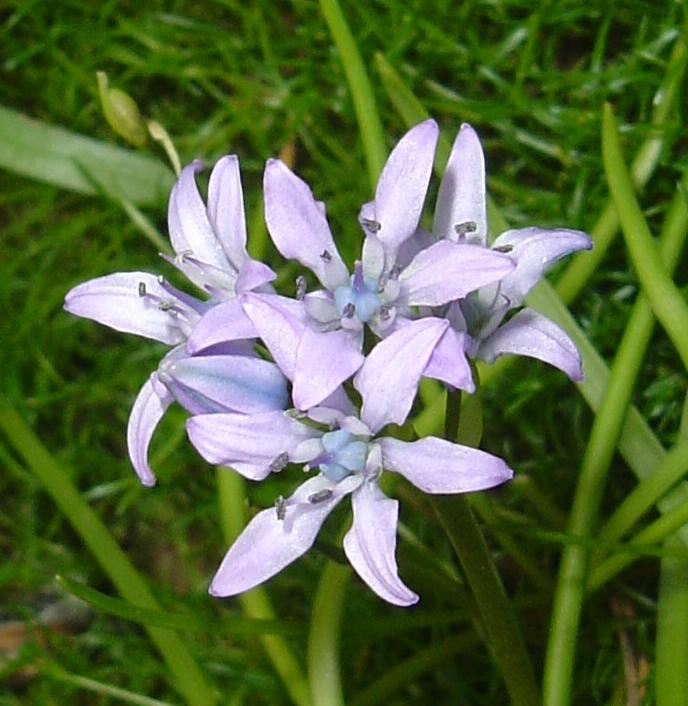
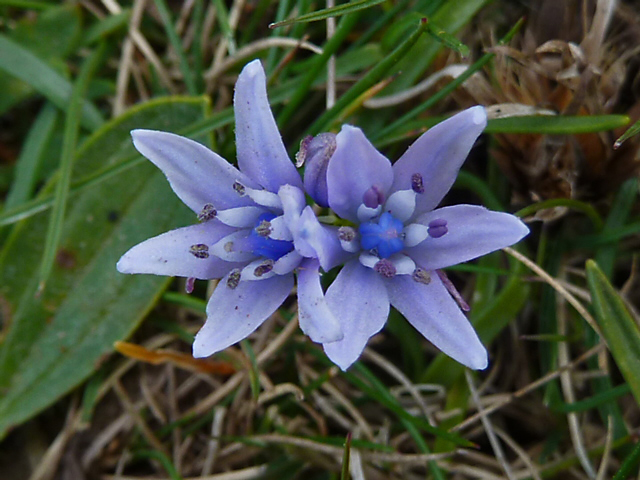
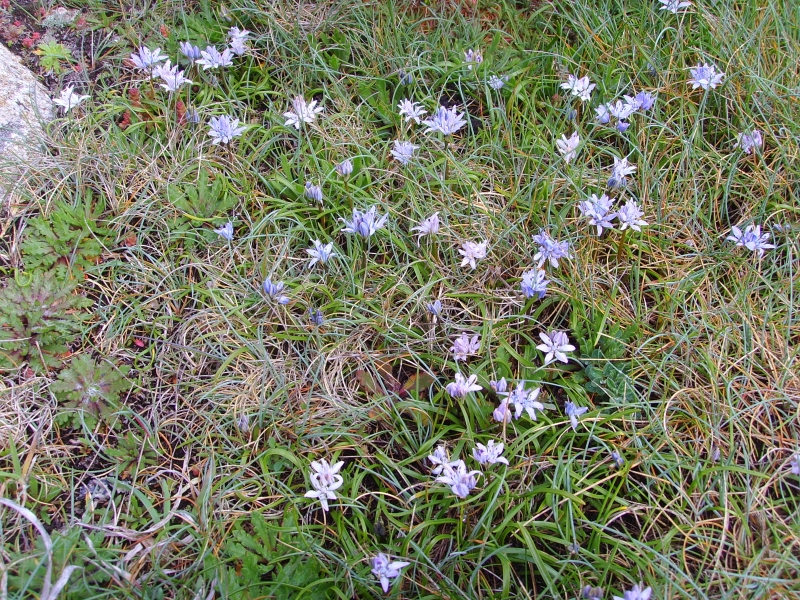